# Marie-Adélaïde Ducluzeau
Marie-Adélaïde Ducluzeau est une peintre sur porcelaine française née le 16 mai 1787 à Paris et morte dans la même ville le 1er août 1849.

## Biographie
Marie-Adélaïde Durand est la fille d'Alexandre Durand, architecte, et d’Élisabeth Laurent. Sa sœur Joséphine deviendra également peintre.
En 1805, elle épouse François Ducluzeau. Le couple donne naissance en 1807 à une fille qu'ils prénomment Claire.
Elle est peintre sur porcelaine à la Manufacture de Sèvres.
Élève de Marie-Victoire Jaquotot, elle expose au Salon de 1831 à 1845. Elle y obtient une médaille de troisième classe en 1831 et une médaille de première classe en 1843.
Elle meurt à l'âge de 62 ans à son domicile du quai Voltaire. Elle est inhumée le 3 août 1849 au cimetière du Montparnasse.